# Котари, Даулат Сингх
Даулат Сингх Котари (англ. Daulat Singh Kothari; 6 июля 1906 — 4 февраля 1993) — индийский физик и астрофизик.
В 1928—1934 годах был лектором в Аллахабадском университете, с 1934 года работал в университете в Дели (с 1942 года — профессор).
Работы в области ядерной физики, квантовой статистики, квантовой механики, статистической термодинамики, оптики, астрофизики, теории гравитации.
Член Индийской национальной академии наук (1936), президент в 1973—1975 годах. Иностранный член АН СССР c 01.06.1976 по отделению общей физики и астрономии (физика). Почётный доктор ряда университетов Индии, а также Ленинградского государственного университета (1966).